# Elektor

Logotipo de Elektor

Elektor es una revista mensual sobre electrónica. Se comenzó a publicar en 1960 en Holanda con el nombre de "Elektuur" y posteriormente se extendió por todo el mundo. Actualmente se edita en diez idiomas diferentes: holandés, inglés, francés, alemán, español, italiano, chino, griego, sueco y finés. La edición en español se lleva editando desde 1980.
Elektor publica artículos divulgativos y diseños electrónicos con sus esquemas, dirigidos tanto a aficionados como a profesionales de la electrónica. Para ayudar a sus lectores en la construcción de los diseños, Elektor ofrece también placas de circuito impreso de muchos de sus diseños, así como kits y módulos ensamblados. Si el diseño emplea un microcontrolador, como ocurre en la mayoría de los casos, publica también el código fuente para ellos en su página web.
Además de la revista propiamente dicha, Elektor publica numerosos libros, CD y DVD sobre electrónica, microprocesadores, programación y posibles aplicaciones de la electrónica.
La empresa editora de la revista es Elektor International Media y tiene sus oficinas principales en Limbricht, Holanda.